# Utricularia asplundii
Utricularia asplundii är en tätörtsväxtart som beskrevs av Peter Geoffrey Taylor. Utricularia asplundii ingår i släktet bläddror, och familjen tätörtsväxter. Inga underarter finns listade i Catalogue of Life.

## Bildgalleri

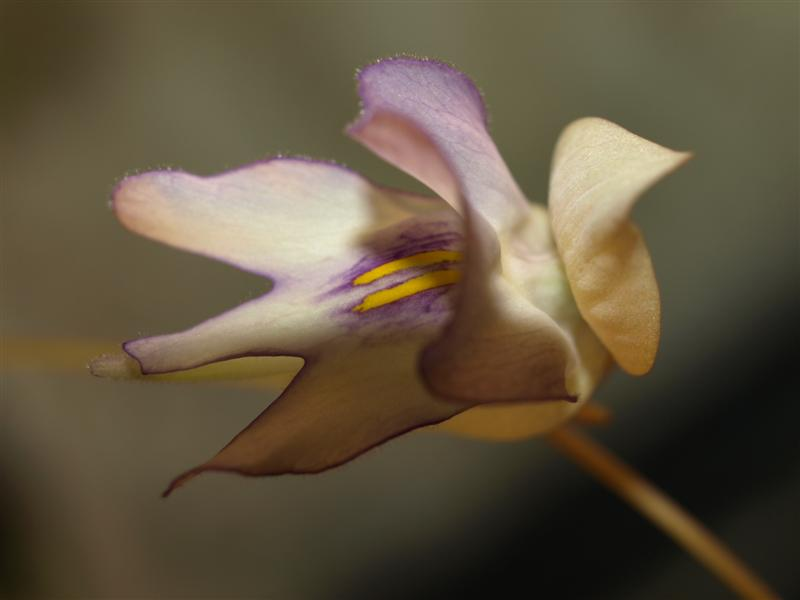